# Висящи градини на Семирамида

Висящите градини , са едно от Седемте чудеса на античния свят,но те не са открити до момента. Вероятно са били построени във Вавилон, който се е намирал на територията на днешен Ирак.
Повечето сведения сочат, че са построени около 575 пр.н.е. от цар Навуходоносор II, който управлява града 43 години, започвайки от 605 пр.н.е. Друга теория гласи, че са построени от асирийската царица Семирамида, по време на петгодишното ѝ управление (810 пр.н.е.) Представляват терасирани и изкуствено напоявани градини. Според легендата, Навуходоносор ги построява, за да не тъгува по дома си и неговата съпруга – мидийската принцеса Амитида, която е родом от планините. Няма сведения къде точно са били разположени. Откритите след археологически разкопки находки в Ниневия, град в северен Ирак, таблети, изобразяващи палми по покривите на отделни къщи, карат специалистите да проучват възможността градините да са били разположени в град Вавилон, използван като събирателно за повечето селища на Изток.

## Проектиране на градините
В архитектурен план Висящите градини представлявали пирамида, състояща се от четири етажа – платформи върху колони с височина 27,75 m. Долният етаж имал формата на неправилен четириъгълник. За да не се просмуква вода надолу, повърхността на всяка платформа отначало покривали с един слой тръстика, след това – два реда гледжосани тухли, които са слепвани с асфалт. Върху тях била насипана плодородна земя, където били засадени семена от различни треви, цветя, храсти, дървета. Височината на етажите давала достатъчно светлина за растенията.
Увивани растения покривали стените на постройките и всички дървета, треви и храсти сякаш висели. Така всяка тераса представлявала самостоятелна градина, оттук идва и популярното наименование „висящи градини“. И все пак, всичките тераси образували едно цяло. По външния край растели пълзящи растения и лиани, които преминавали върху следващата тераса и така обединявали всички градини в единен ансамбъл от дървета, храсти, жив плет, бордюри и алеи с цветя.
Във вътрешността на колоните, които поддържали платформите, имало тръби, по които ден и нощ се подавала вода от Ефрат до най-горната тераса, откъдето тя се стичала в ручеи и малки водопади, оросявайки растенията от по-долните етажи. В тези необикновени градини цъфтели най-удивителни и редки видове дървета и прекрасни цветя. Ден и нощ стотици роби въртели водонапорното колело с кожени съдове, за да снабдяват висящите градини с вода от Ефрат.